# Заликовско језеро
Заликовско језеро или Заликовје (рус. Заликовское озеро, Заликовье) моренско је језеро на северозападу Тверске области, у европском делу Руске Федерације. Налази се на подручју Торопечког рејона на рубним деловима Валдајског побрђа. Кроз језеро протиче река Торопа која га уједно повезује са басеном Западне Двине. На његовој североисточној обали се налази град Торопец.
Површина језерске акваторије је 4,87 км², максимална дужина је 6,3 км, ширина до 1,8 км. Дужина обалске линије језера је 22,7 километара, максимална дубина до 2,4 метара (у просеку 0,82 метра). Површина језера лежи на надморској висини од 176 метара.
Језеро је јако издужено у правцу север-југ. Карактеришу га доста разуђене и ниске обале, местимично јако замочварене. На језеру се налази већи број мањих острва. На око свега километар узводно од језера налази се језеро Соломено.